# Mystic Stamp Company
Компания «Mystic Stamp Company», осуществляющая свою деятельность в Камдене (штат Нью-Йорк) с 1923 года, — филателистический дилер, продающий почтовые марки по почте, один из крупнейших действующих дилеров и известный как с точки зрения продвижения коллекционирования почтовых марок как хобби, так и в связи с приобретением почтовой марки «Святой грааль», самой редкой почтовой марки США. Компания занимается в основном почтовыми марками США и филателистическими материалами, предлагая также некоторые почтовые марки и филателистические материалы иностранных эмитентов и почтовой администрации Организации Объединенных Наций.
Как и у большинства дилеров, торговля почтовыми марками и филателистическими материалами осуществляется компанией с помощью печатных каталогов, а также с помощью онлайн-каталога, в которых представлены подробные сведения о многих имеющихся в настоящее время в продаже почтовых марках.
В 1974 году «Mystic Stamp Co.» была приобретена Мейнардом и Фанни Сандманами (Maynard and Fannie Sundman), владельцами «Литтлтон Коин Компани» ("Littleton Coin Company). Младший сын пары, Дональд Сандман (Donald Sundman), был назначен руководителем бизнеса «Mystic Stamp Co.», при этом все филателистические операции компании «Littlton» были переведены из Литтлтона (Нью-Гемпшир) в Камден.
На аукционе Siegel, посвящённом распродаже коллекции Роберта Зеллнера (Robert Zoellner) в 1998 году, президент «Mystic Stamp Company» Дональд Сандман приобрел один из двух известных экземпляров «Святого грааля» за 935 000 долларов США, причём в то время это была самая высокая цена, когда-либо уплаченная за одну почтовую марку США. Впоследствии «Mystic Stamp Company» использовала её в рекламе компании и выставляла на продажу в каталогах.
В конце октября 2005 года Сандман обменял «Святой грааль» на уникальный квартблок «Перевёрнутой Дженни» стоимостью чуть более 3 миллионов долларов американскому финансисту Биллу Гроссу, что позволило Гроссу создать единственную полную коллекцию почтовых марок США XIX века.